# 아케하마정
아케하마정(明浜町)은 에히메현에 존재했던 정이며, 히가시우와군에 속했다.

## 지리
에히메현의 남부, 난요지방의 거의 중앙인 히가시우와군의 가장 서쪽에 위치해 우와해에 접해 있다.

## 역사
- 1889년 12월 15일 - 정촌제 시행에 수반해 히가시우와군 다와라즈촌, 가리에촌, 다카야마촌이 성립하였다.
- 1955년 3월 21일 - 다와라즈촌, 가리에촌이 합병해 도요우미촌이 되었다.
- 1958년 1월 1일 - 도요우미촌, 다카야마촌이 합병해 아케하마정이 성립하였다.
- 1968년- 오사키 코 앞바다에서 페리 오렌지 침몰사고가 발생하였다.
- 1979년 - 다카야마 광산이 폐산되었다.
- 1991년 - 태풍 19호로 인한 피해가 발생하였다.
- 2004년 4월 1일 - 히가시우와군 미카메정, 우와정, 노무라정, 시로카와정과 합병해 세이요시가 되었다.

## 교통
도로 교통 중심이이며, 도로 사정이 좋지 않은 전후 한 시기까지는 선박에 의해 우와지마로 나가는 경우도 많았으나 도로 사정의 개선으로 버스가 달리게 되면서 항로는 없어졌다.
정내에는 철도노선이 없다.
가장 가까운 역: 시코쿠 여객철도 요산선 우노마치역

### 도로
- 마쓰야마 자동차도
- 국도 378호선